# Fiadanana
Fiadanana – miasto i gmina na Madagaskarze. Należy do dystryktu Nosy Varika, który jest częścią regionu Vatovavy-Fitovinany. W spisie ludności z 2001 roku ludność gminy oszacowano na 21 tys. osób.
W mieście dostępna jest szkoła podstawowa. Około 95% mieszkańców gminy to rolnicy. Najważniejszą uprawą jest kawa, a inne ważne produkty to pieprz i ryż. Usługi zapewniają zatrudnienie dla zaledwie 5% populacji gminy. 